# Governatore generale dell'India
Il governatore generale d'India (o, dal 1858 al 1947, viceré e governatore generale d'India) era il capo dell'amministrazione britannica in India e successivamente, dopo l'indipendenza indiana del 1947, fu rappresentante del monarca e de facto capo di stato. L'incarico di governatore generale venne creato nel 1773 col titolo di "governatore generale della Presidenza di Fort William", in quanto gli ufficiali preposti a questa carica avevano il controllo diretto su Fort William, ma venivano supervisionati da ufficiali della compagnia britannica delle Indie orientali. La completa autorità sull'India britannica venne garantita nel 1833 e come tale tali ufficiali divennero noti col nome di governatore generale d'India.
Nel 1858 i territori della Compagnia delle Indie Orientali britannica passarono sotto il diretto controllo della corona britannica. Il governatore generale si trovava a capo del governo centrale indiano che amministrava le province britanniche indiane tra cui il Punjab, il Bengala, Bombay, Madras, e le Province Unite. Ad ogni modo, gran parte dell'India non era governata direttamente dalla corona britannica: al di fuori delle province propriamente inglesi vi era una miriade di stati principeschi con sovrani autonomi le cui relazioni non erano tenute col governo britannico in India, ma direttamente col re d'Inghilterra come Imperatore d'India. Per riflettere il ruolo del governatore generale ed indicarlo come rappresentante del monarca presso gli stati principeschi, dal 1858 i governatori generali adottarono il nome ufficiale di viceré e governatore generale d'India (abbreviato in viceré d'India).
Il titolo di viceré venne abbandonato ufficialmente quando l'India ed il Pakistan ottennero la loro indipendenza dal Regno Unito nel 1947, ma l'incarico di governatore generale continuò a esistere sino alla proclamazione della nuova costituzione nel 1950.
Sino al 1858 il governatore generale veniva prescelto tra i direttori della Compagnia delle Indie orientali britannica. Successivamente a quella data esso venne prescelto unicamente dal sovrano inglese su indicazione del governo britannico; il Segretario di Stato per l'India, membro del gabinetto di governo del Regno Unito, era responsabile della guida del nuovo candidato nell'esercizio dei propri poteri; era la carica più prestigiosa nell'apparato amministrativo dell'Impero britannico. Dopo il 1947 il Sovrano continuò a nominare personalmente i governatori generali, ma su consiglio del nuovo governo indiano.
I governatori generali detenevano l'incarico per cinque anni, ma potevano essere rimossi prima della scadenza del termine. Al termine stabilito, veniva creato un governo provvisorio con la carica di reggere lo Stato sino alla nomina del nuovo governatore generale. Solitamente i governatori generali provvisori venivano scelti tra i governatori provinciali.

## Storia

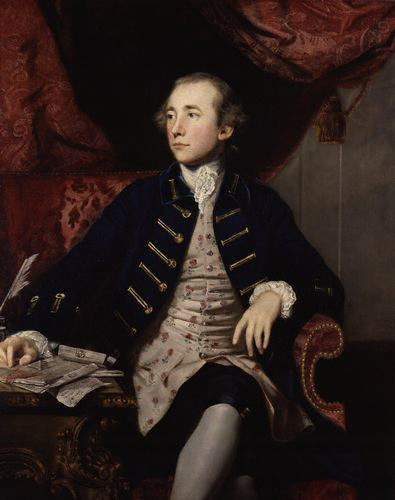
Warren Hastings, il primo governatore generale della British India dal 1773 al 1785.

Gran parte dell'India era retta dalla Compagnia delle Indie Orientali britannica, che nominalmente agiva in quanto agente dell'Impero Moghul. Nel 1773, motivato dalla corruzione della compagnia, il governo britannico assunse parzialmente il controllo sul governo dell'India grazie al Regulating Act. Vennero così creati un governatore generale ed un Consiglio per la presidenza di Fort William, nel Bengala. Il primo governatore generale venne nominato nell'atto di costituzione mentre gli altri dovevano poi essere eletti tra i direttori della Compagnia delle Indie orientali. L'atto di fondazione prescriveva già in origine il termine di cinque anni per l'incarico del governatore generale e del consiglio ma il sovrano aveva il potere di rimuovere l'una o l'altra parte in qualsiasi momento.
Il Charter Act del 1833 ampliò i termini di governo del governatore generale e del consiglio all'India intera. Il diritto di elezione venne mantenuto dai direttori della Compagnia delle Indie orientali, ma la scelta passò ad essere soggetta all'approvazione régia
Dopo i moti indiani del 1857 la Compagnia delle Indie Orientali venne abolita ed i suoi diretti possedimenti in India passarono sotto il diretto controllo britannico. Col Government of India Act 1858 il potere passò ufficialmente al Sovrano che si arrogò il compito di nominare il governatore generale. Il Governor-General, a sua volta, aveva il potere di nominare tutti i luogotenenti governatori d'India, soggetti all'approvazione poi del Sovrano.
India e Pakistan acquisirono la loro indipendenza nel 1947, ma come già detto i governatori generali continuarono ad essere nominati sino alla creazione di una nuova costituzione nel 1950. Louis Mountbatten, I conte Mountbatten di Burma rimase governatore generale dell'India per diverso tempo dopo l'indipendenza e fu nel contempo l'ultimo ufficiale britannico a ricoprire tale carica.

## Funzioni

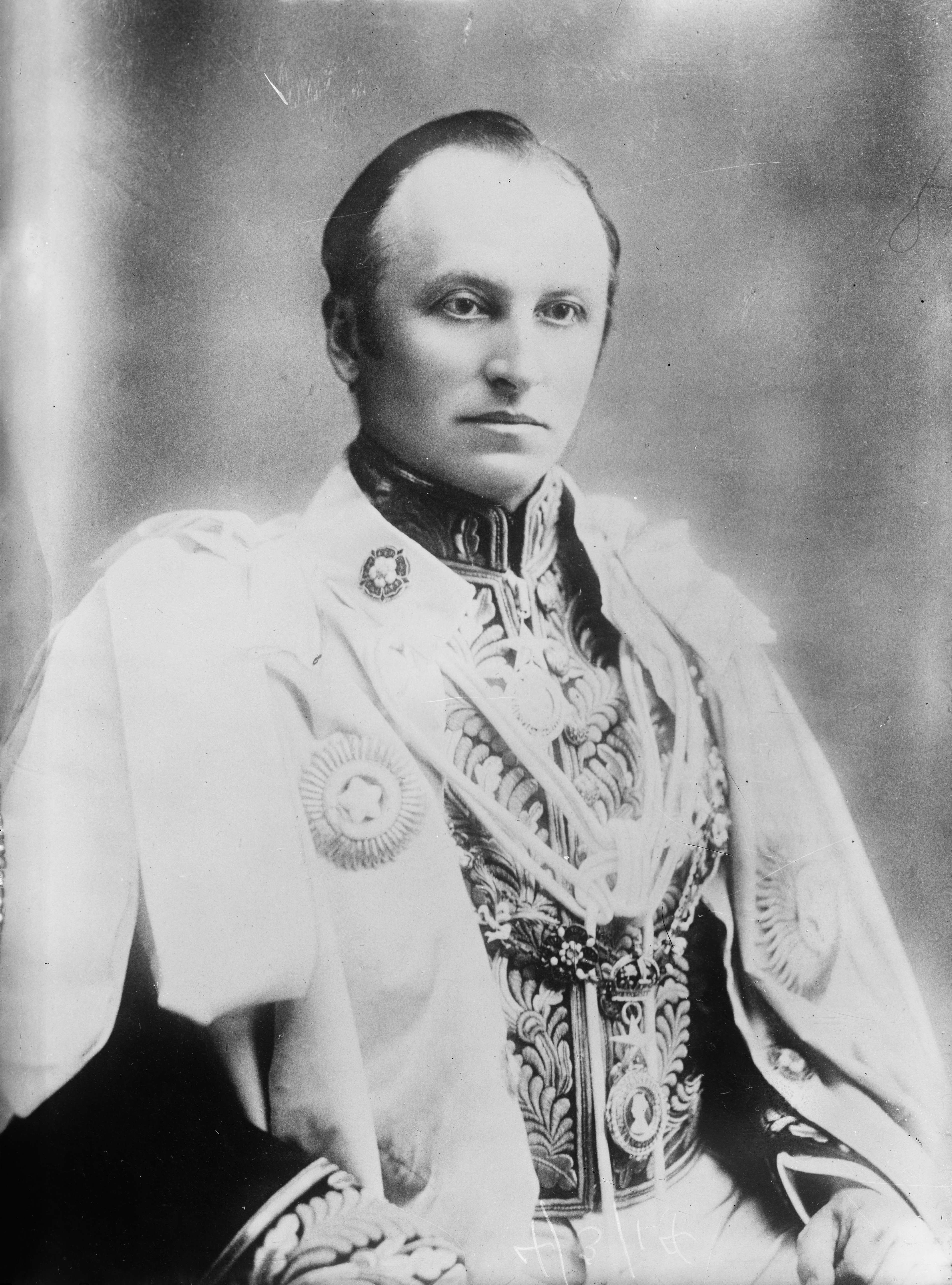
George Curzon, I marchese Curzon di Kedleston nelle vesti di viceré d'India, incarico che ricoprì dal 1899 al 1905.

Il governatore generale originariamente aveva potere solo sulla Presidenza di Fort William nel Bengala. Il Regulating Act, ad ogni modo, gli garantì ulteriori poteri circa (Madras, Bombay e Bencoolen) non vennero abilitate a firmare dichiarazioni di guerra, paci o alleanze senza l'approvazione del governatore generale e del Consiglio di Fort William.
I poteri del governatore generale rispetto agli affari esteri vennero incrementati dall'India Act 1784 che arrogò al governatore il potere di consentire ai diversi stati di dichiarare guerra o firmare paci o alleanze. Mentre il governatore generale diveniva de facto il controllore della politica estera dell'India intera, egli non era ancora il capo vero e proprio della British India. Questo status divenne effettivo solo dopo il Charter Act 1833, il quale garantì al governatore la "sovrintendenza, direzione e controllo su tutte le parti civili e militari del governo" dell'India britannica. L'atto garantì anche poteri legislativi al governatore generale ed al consiglio.
Dopo il 1858, il governatore generale ebbe funzione effettiva di capo dell'amministrazione dell'India e di rappresentante ufficiale del Sovrano. L'India venne divisa al suo interno in numerose province, ciascuna sottoposta alla guida di un Governatore, Luogotenente governatore o Commissario capo o Amministratore. I governatori vennero nominati dal governo britannico, al quale erano direttamente responsabili; i luogotenenti governatori, commissari capi e amministratori, invece, venivano nominati e rendevano conto del loro operato direttamente al governatore generale. Il governatore generale divenne così il più potente tra i governatori di stato dell'area indiana che erano all'epoca il Nizam di Hyderabad, il Maharaja di Mysore, il Maharaja (Scindia) di Gwalior, il Maharaja di Jammu e Kashmir ed il Maharaja Gaekwad (Gaekwar) di Baroda. I restanti principi regnanti facevano riferimento alla Rajputana Agency ed alla Central India Agency (che avevano come loro rappresentante il governatore generale), o all'autorità provinciale.
Chakavarthi Rajagopalachari fu l'unico governatore generale di nazionalità indiana, dopo che però l'India ebbe ottenuto l'indipendenza, anche se ormai il suo ruolo era divenuto puramente cerimoniale e il vero potere veniva esercitato quotidianamente dal gabinetto di governo indiano e dal Presidente dell'India.

## Consiglio
il governatore generale si serviva di un Consiglio apposito per esercitare i suoi poteri legislativi ed esecutivi, venendo pertanto talvolta appellato come "governatore generale in Consiglio".
Il Regulating Act 1773 provvide all'elezione di quattro consiglieri per gli affari di governo legati direttamente al governatore ma stabilì anche che il governatore generale disponesse di diritto di veto sulle decisioni del Consiglio.
Nel 1784, il consiglio venne ridotto a tre membri; il governatore generale continuò ad avere comunque la propria prerogativa di veto.
Il Charter Act 1833 apportò ulteriori cambiamenti alla struttura del consiglio. L'atto era la prima legge a distinguere il potere esecutivo e le responsabilità legislative del governatore generale. Come provvisto dall'atto, i membri del consiglio vennero riportati a quattro stabilendo però che tre fossero fissi ed il quarto non avesse diritto a presenziare nelle discussioni legislative.
Nel 1858 la Compagnia delle Indie Orientali finì di avere la propria influenza sull'amministrazione dell'India e di avere quindi dei membri per forza di cose eletti nel consiglio di stato. Per tale motivo dei quattro membri tre vennero nominati dal Segretario di Stato per l'India mentre il quarto venne nominato direttamente dal sovrano.
L'Indian Councils Act 1861 portò a nuovi cambiamenti nella composizione del consiglio in quanto il numero dei consiglieri venne portato a cinque di cui tre membri vennero nominati dal Segretario di Stato per l'India mentre due vennero nominati direttamente dal sovrano. (il potere di nominare tutti e cinque i membri passò alla Corona nel 1869.) Il governatore generale, inoltre, deteneva il potere di nominare altri sei o dodici membri (cambiato in sedici nel 1892 ed in sessanta nel 1909), ma di questi solo i cinque nominati dal Segretario di Stato per l'India e dal Sovrano potevano discutere di materia legislativa.
Nel 1919 la legislatura indiana, consistente ora nel Consiglio di Stato e nell'Assemblea Legislativa, ottenne anche le funzioni legislative del consiglio del governatore generale, sebbene quest'ultimo continuasse ad esercitarvi un potere non secondario. Egli poteva ad esempio consentire o negare l'utilizzo di denaro pubblico per la difesa o per specifici casi di emergenza, oltre al diritto di veto. Il Presidente del Consiglio di Stato veniva scelto dal governatore generale mentre il Presidente dell'Assemblea Legislativa veniva eletto dall'assemblea stessa, ma l'elezione richiedeva l'approvazione del governatore generale.

## Titoli e onorificenze
Il governatore generale otteneva il titolo di Eccellenza ed aveva la precedenza su tutti gli altri ufficiali di governo in India. Dal 1858 al 1947 il governatore generale divenne noto anche col nome di "viceré" e le loro consorti ottennero l'appellativo di "Viceregina". Il governatore diventava secondario al sovrano solo quando il sovrano si trovava in India ma l'unico sovrano britannico a recarsi in visita in India durante il periodo del proprio governo fu re Giorgio V del Regno Unito che, con la moglie Maria di Teck, partecipò al Delhi Durbar nel 1911.
Quando venne fondato nel 1861 l'Ordine della Stella d'India, il viceré ne divenne Gran Maestro ex officio e dal 1877 ricoprì tale carica anche per l'Ordine dell'Impero Indiano.
Gran parte dei governatori generali e viceré erano pari del Regno Unito e ad ogni modo ottenevano il titolo nobiliare al momento della loro presa dell'officio, venendo elevati a ranghi di rilievo come conte o marchese. Dei viceré non pari ricordiamo Sir John Shore che aveva il titolo di baronetto, e Lord William Bentinck che ottenne il titolo di "Lord" in quanto figlio ultrogenito di un duca. Solo il primo e l'ultimo governatore generale - Warren Hastings e Chakravarti Rajagopalachari - così come alcuni governatori provvisori non avevano alcun titolo particolare.

## Insegna
Fino al 1885, i viceré utilizzavano come propria insegna l'Union Jack 'pulita', dal 1885 il governo britannico acconsentì ai viceré di utilizzare la bandiera del Regno Unito con sovrapposta al centro la "Stella dell'India" sormontata dalla corona imperiale indiana. La bandiera non era però un'insegna personale del viceré, bensì l'insegna di stato e come tale veniva utilizzata anche dai luogotenenti governatori, dai commissari capi e dagli amministratori nonché da altri ufficiali del governo britannico in India. Fino al 1947 in campo internazionale e nelle competizioni sportive era consuetudinariamente utilizzata l'insegna sopra citata in rappresentanza dell'Impero Indiano. La bandiera "nazionale" per l'Impero anglo-indiano rimase comunque l'Union Jack.
Dal 1947 al 1950 il governatore generale dell'India utilizzò una bandiera particolare (simile a quella dei governatori generali degli altri Dominion britannici come il Canada o l'Australia) costituita da uno sfondo blu scuro sul quale si trovava un leone stante coronato con le parole INDIA scritte in oro.

## Residenza

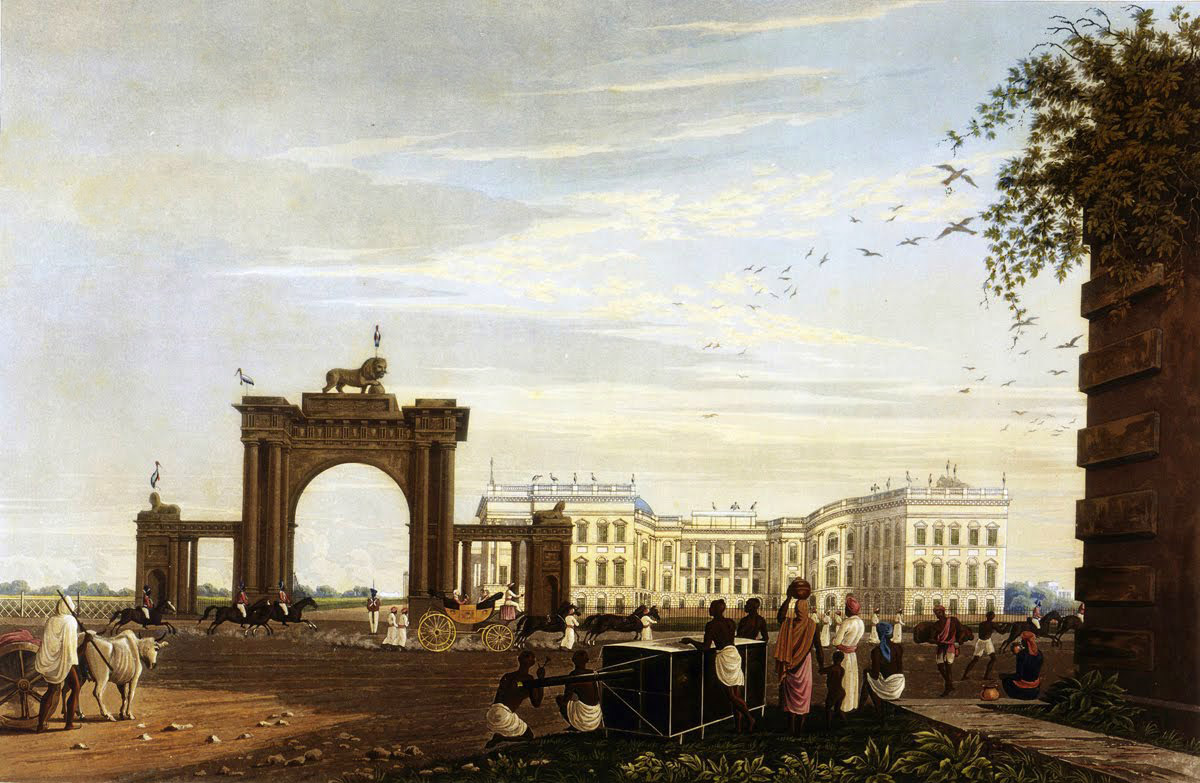
La Government House fu la residenza del governatore generale durante gran parte del XIX secolo

Il governatore generale di Fort William aveva la propria residenza a Belvedere House, Calcutta sino ai primi anni del XIX secolo, quando venne costruita la Government House. Nel 1854 il luogotenente generale del Bengala prese residenza stabilmente qui. Oggi la Belvedere Estate accoglie la National Library of India.
Si riporta che Richard Wellesley, I marchese Wellesley abbia dichiarato "L'India va governata da un [palazzo, non da una casa di campagna" e difatti fu lui a costruire la Government House, tra il 1799 e il 1803. Il palazzo rimase in uso come residenza del governatore sino allo spostamento della capitale da Calcutta a Delhi avvenuto nel 1912.
Dal 1912 il viceré ebbe la propria residenza alla Viceroy's House, disegnata da Sir Edwin Lutyens. La costruzione della casa iniziò nel 1912 e non venne conclusa che nel 1929, venendo formalmente inaugurata nel 1931. Il costo finale fu di 877.000 sterline (corrispondenti a circa 35.000.000 di sterline attuali - 2011) ed era due volte più grande del palazzo iniziale. Attualmente la residenza è conosciuta col nome hindi di "Rashtrapati Bhavan" e viene utilizzata come residenza dal Presidente dell'India.
Il governatore generale disponeva inoltre della Viceregal Lodge (Rashtrapati Niwas) a Shimla come residenza estiva e dove il governatore spostava tutta la corte e il governo. Attualmente la Viceregal Lodge accoglie l'Indian Institute of Advanced Study.

## Insegne

Cresta del Governatore generale (1885–1947)
Stendardo del Governatore generale (1885–1947)
Stendardo del Governatore generale (1947–1950)